# Evangelische Kapelle Wilhelmshof

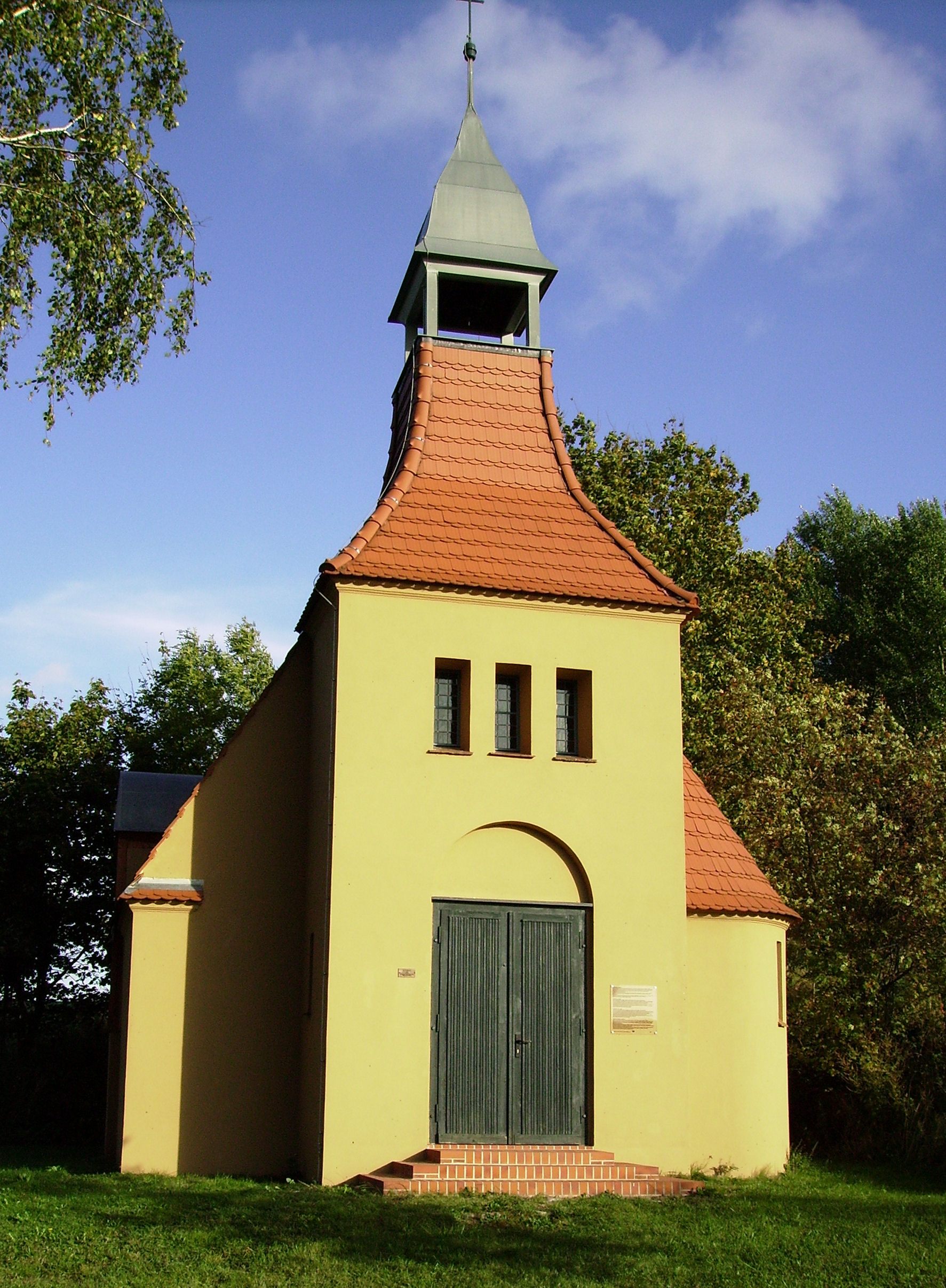
Evangelische Kapelle Wilhelmshof im Jahr 2006.

Die Evangelische Kapelle Wilhelmshof ist eine Kapelle im Ortsteil Wilhelmshof der Gemeinde Plöwen im Landkreis Vorpommern-Greifswald im Bundesland Mecklenburg-Vorpommern.

## Kirchengemeinde
Die Kirchengemeinde Wilhelmshof gehört zum Evangelischen Pfarramt in Löcknitz, wo sich auch die Hauptpredigtstelle und der Dienstsitz des evangelischen Pfarrers befinden. Sie war bis 2012 Teil des Kirchenkreises Pasewalk (Sitz des Superintendenten in Pasewalk) der Pommerschen Evangelischen Kirche (Sitz des Bischofs in Greifswald). Seit Mai 2012 gehört sie zur Propstei Pasewalk im Pommerschen Evangelischen Kirchenkreis des Sprengel Mecklenburg und Pommern (Sitz des Sprengel-Bischofs in Greifswald) der Evangelisch-Lutherischen Kirche in Norddeutschland.

## Geschichte, Baubeschreibung und Ausstattung

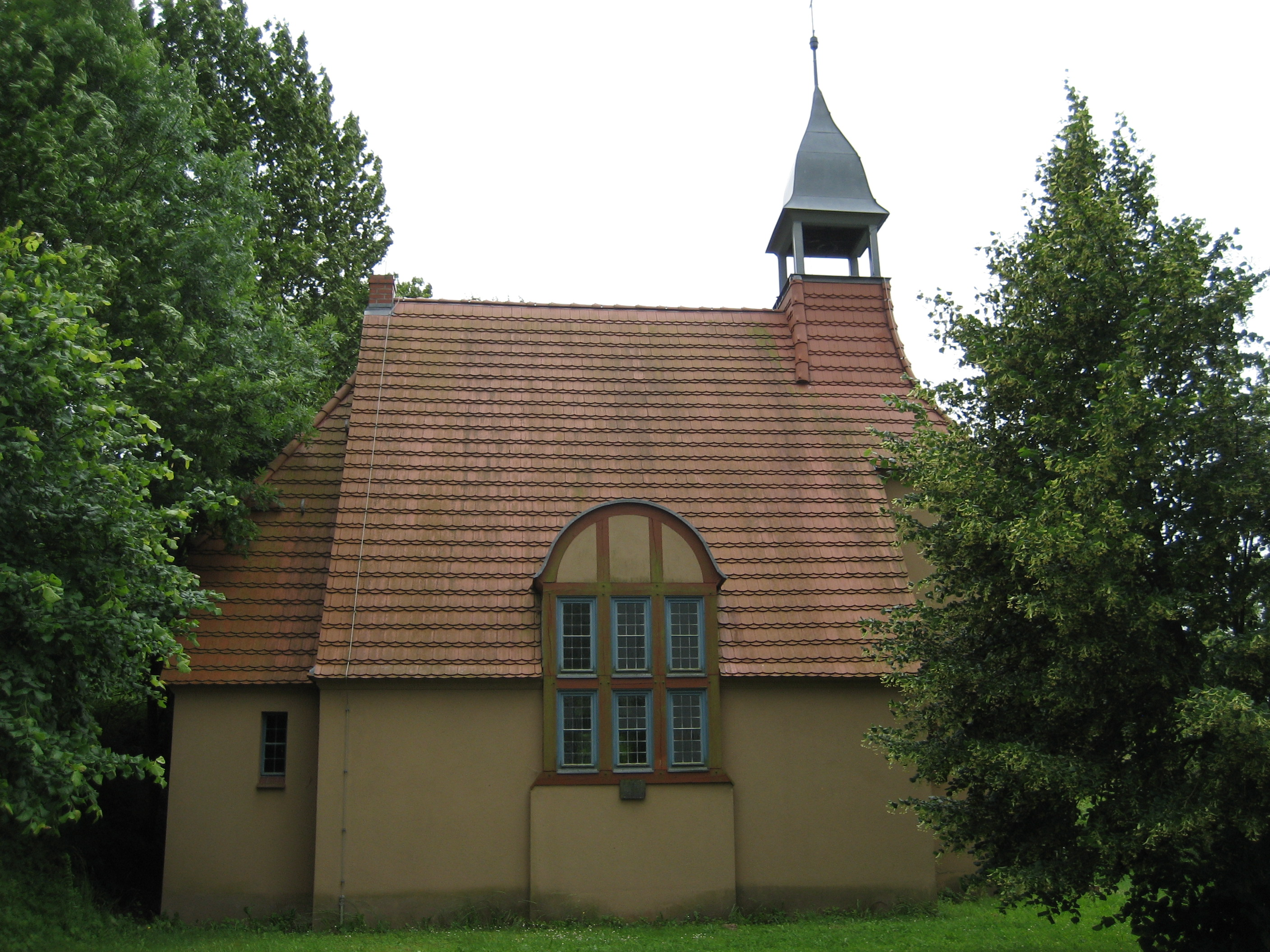
Evangelische Kapelle Wilhelmshof aus Blickrichtung Norden.

Der Grundstein für die Kapelle wurde 1910 gelegt. Nach Installation der Glocke wurde sie 1913 geweiht und offiziell der Gemeinde übergeben. Sie steht bis heute malerisch gelegen etwas außerhalb des Ortes auf einer Wiese an einem Hang nahe dem Schillerbach. Die Kapelle ist das jüngste Kirchengebäude im Pfarrsprengel Löcknitz.
Die Kapelle ist ein Putzbau in schlichten Jugendstilformen. Der schmalere querrechteckige Westteil mit Dachturm und südlichem Treppenturm ist in den Saalbau eingebunden. An der Ostseite befindet sich ein kleiner Rechteckchor, am Westportal eine flache Rundbogennische. Der Dachturm ist ein offener Turm mit vierseitig geschwungener Haube. An den Längsseiten befinden sich jeweils in flachen Wandvorlagen mit Rundbogengiebel kleine Rechteckfenster. Die gesamte Kapelle wurde 2002/03 restauriert und 2004 grundlegend renoviert.
Im Innern befindet sich im Kirchenschiff eine bemalte Holztonne. In der Altarnische ist eine massive Tonne mit illusionistischer Kassettenmalerei und einem runden Oberlicht mit einer vegetabil-ornamentalen Bleiverglasung vorzufinden. Die Ostwand ist mit einem Weinstock mit Reben bemalt, an der Nordseite befindet sich die Sakristeinische. Die Sockelzone ist in den drei miteinander harmonierenden Farben rot (Nacht), violett (Buße) und blau (Himmel) bemalt und deutet damit liturgisch auf das Abendmahlsthema hin. Eingerichtet ist die Kapelle mit einer einheitlich bauzeitlichen Holzausstattung in schlichten Jugendstilformen mit Altaraufsatz, Kanzel und achteckiger Taufe, Westempore und Gestühl. Die Gestühlswangen sind paarweise mit Jugendstilornamenten bemalt. Ein Kachelofen zum Heizen ist vorhanden.
Die einzige Glocke der Kapelle aus dem Jahr 1913 wurde von Carl Voß aus Stettin gegossen.